# Шайтан-Мердвен
Шайта́н-Мєрдвє́н (крим. Şeytan Merdiven; «чортові сходи») — гірський перевал у західній частині Ай-Петринської яйли Криму, від якого йшли дороги в села Байдари та Скєлє.

## Рельєф
Висота перевалу — 578 м над рівнем моря. Дорога на перевал з боку моря є крутою ущелиною, яка в деяких місцях нагадує створені природою гігантські кам'яні сходи.
По обидва боки від перевалу підносяться скелясті вершини: Мердвен-кая («скеля біля сходів» (тат.); 580 м над рівнем моря) — на заході та Балчик-кая («брудна, болотна скеля»; 856 м) — на сході. Відстань між Мердвен-каяси і Балчик-каей — близько 1 км. Вузька тіснина, якою прокладено спуск, починається біля самого підніжжя Мердвен-каї. Незважаючи на відносно невелику висоту над рівнем моря, нахил кам'яного жолоба становить близько 40°, і підніматися по ньому без допомоги рук неможливо, тому шлях йде не прямо, а зиґзаґами, місцями гранично вузькими. Після землетрусу 1927 року підйом на перевал став складнішим, раніше ухил був меншим. Стародавній шлях складається зі скелястих маршів завдовжки від 5 до 23 м, які дуже круто повертають на 90-160° щодо сусідніх. Від входу в ущелину до виходу з неї 23 повороти. Вони, звісно, подовжують шлях, але, що дуже важливо для возів, зменшують нахил до 10-15°. Дорога була цілком доступна пішоходам, підйом займає 20-25 хвилин.

## Історія
На деяких ділянках гірської стежки присутні залишки підпірних стін і крепід (укріплювальних виступів). Дорога, судячи з усього, існувала тут з незапам'ятних часів, вченими знайдено кремнієві мікроліти. У XII—XIII століттях на вершині Ісар-Кая на схід від перевалу існувало сторожове укріплення Мердвень-Ісар. У період, коли ці місця входили в Кефінський санджак Османської імперії, «обслуговуванням» перевалу займалися жителі села Узунджи — відомі ярлики хана Селім Ґерая III від 1765 року, за яким жителі Узунджи, Скєлє та Календо за право безоплатного користування лісом і пасовищами у володіннях султана, повинні були підтримувати в порядку Шайтан-Мердвен. До будівництва шосе Севастополь-Ялта в 1848 Шайтан-Мердвен з найдавніших часів служив шляхом на південний берег жителям Байдарської долини.
Вперше дорога описана у праці Петра Палласа «Спостереження, зроблені під час подорожі південними намісництвами Російської держави» 1794 року
|  | З цієї ж долини через Скєлє, спускаючись у Мухалатку так званими сходами (Мердюен), де коні спускаються найважчим гірським проходом, зі скелі на скелю, як сходами сходів; підйом тут неможливий. |

У 1820 проїхавши через перевал, Іван Муравйов-Апостол залишив досить докладний його опис
…це в точному сенсі сходи, кручені, майже по схилу прокладені в ущелині гори, що ведуть від підошви скелі до її вершини. Тісні, між величезних каменів оберти, в яких кінь повинен удвічі згинатися, щоб переступити з високої сходинки на іншу, роблять спуск по сходах цих не тільки небезпечним, а й неможливим, чому мандрівники і навіть татари сходять по ній пішки. Підйом же на неї хоча і важкий, але можливий… кінь мій… бадьоро і не зупиняючись на вершину Мердвеня…
Шарлья Монтандон у «Путівнику мандрівника по Криму, прикрашений картами, планами, видами та віньєтами…» 1833 писав
|  | Затиснута між двох скель, якщо можна так висловитися, прямовисна стежка частково вирубана у твердому камені, частково підтримується дерев'яними кілками і являє собою вузькі сходи, які утворюють упродовж 800 кроків понад 40 зиґзаґів, які майже паралельно нагромаджуються один над одним. Спускаються тут зазвичай пішки; піднімаючись, незважаючи на крутизну схилу і нерівності ґрунту, можна залишатися на коні. |

У путівнику Марії Сосногорової 1871 згадується покажчик на шосе «праворуч — до Мердвена, наліво — до Мелаза»; піднімалися тоді на перевал верхи, а спускалися вниз тільки пішки. Олександр Безчинський у путівнику 1902 рекомендував шлях через Шайтан-Мердвен, замість обхідного проїзду, з південного берега в Байдарську долину любителям гірських пішохідних екскурсій.

## Мандрівники та мемуаристи, які описали Шайтан-Мердвен
На Чортових сходах побували багатьом відомі особистості, які відобразили це у своїх записках: Петер-Симон Паллас і Фредерік Дюбуа де Монпере, ветеран Російсько-французької війни 1812 року генерал Микола Раєвський, Олександр Пушкін, Олександр Грибоєдов та Василь Жуковський, письменник та інженер Миколай Гарін-Михайлівський, поетеса Леся Українка, поет Валерій Брюсов.
Вірш «Мердвен» Лесі Українки увійшов до циклу «Кримські спогади» та опублікований у збірці «На крилах пісень» у 1893 році:
Бескиди сиві, червонії скелі,

Дикі, непевні, нависли над нами.

Се, кажуть люди, злих духів оселі

Стали під хмари стінами.

З гір аж до моря уступи сягають,

Люди ж прозвали їх Чортові сходи;

Ходять злі духи по них та збігають

Гучні веснянії води.

Люди ж не сміють зійти по тих сходах

Геть на верхів'я, туманом повиті, -

Духи поклали по всіх переходах

Скелі, від кручі відбиті;

Хто тільки йтиме по сходах, — задушать,

Кинувши скелею в нього тяжкою,

І подоланого стогін заглушать

Духи луною гірською.